# Charlie Swan
Charlie Swan est un personnage de fiction et l'un des personnages de la saga littéraire Twilight, écrite par Stephenie Meyer.
Il est le père de Bella Swan. Il est policier dans la ville de Forks. Son meilleur ami est Billy Black, un Indien Quileute qui vit dans la réserve de La Push. Il en avait un autre, nommé Harry, décédé d'une crise cardiaque dans le tome 2. Il aime le baseball, la pêche et la chasse. Il est très protecteur envers sa fille. 
Bella a six mois quand ses parents divorcent. Ils se mettent d'accord sur la garde partagée, mais Charlie vit à Forks, dans l'état de Washington, tandis que son ex-femme et sa fille vivent à Phoenix, en Arizona. Il garda Bella quatre semaines pendant les grandes vacances jusqu'à ce qu'elle lui demande d'y aller deux semaines au lieu de quatre.

## Caractère
Charlie Swan et Bella, sa fille, ne sont pas proches : depuis le plus jeune âge, elle passe un mois par an chez lui jusqu'à ses quatorze ans, puis, à la demande de Bella, le mois de vacances est remplacé par deux semaines de vacances annuelles en Californie.  Charlie ne sait cuisiner que quelques plats très basiques, dont les œufs au bacon, ce qui pousse Bella à se porter volontaire pour lui faire à manger pendant la durée de son séjour chez lui. Jeune, il a des cheveux bruns bouclés. En vieillissant, il perd ses cheveux.

## Dans les romans
Dans Fascination, Charlie reçoit Bella à Forks chez lui pendant que sa mère voyage avec son beau-père Phil qui est joueur de baseball. Alors qu'elle séjourne a Forks elle rencontre le séduisant Edward Cullen.
Dans Révélation, Bella rend hommage à son père en donnant à sa fille comme second prénom Carlie, contraction de Charlie et Carlisle.